# 에스펜 브레데센
에스펜 오드 브레데센(노르웨이어: Espen Odd Bredesen, 1968년 2월 2일 ~ )은 노르웨이의 스키 점프 선수이다. 1994년 동계 올림픽 노멀힐 개인전 금메달, 1993년 세계 선수권 대회 라지힐 개인전, 단체전 금메달, 1993-94 월드컵 우승, 4대 점프대 토너먼트(1994) 우승을 차지했다. 스키 점프 4대 대회에서 모두 우승하여 마티 뉘캐넨, 옌스 바이스플로크, 토마스 모르겐슈테른, 카밀 스토흐와 함께 4대 대회 우승을 차지한 5명의 선수 중 한 명이 되었다.